# Besze Tibor
Besze Tibor (Gyöngyös, 1966. május 31. – Eger, 2009. július 10.) magyar történész, főiskolai és egyetemi oktató, az Eszterházy Károly Főiskola Középkori és Újkori Magyar Történelem Tanszékének egyetemi docense.
Általános iskoláit Gyöngyöstarjánban végezte, majd az egri Gárdonyi Géza Gimnáziumban érettségizett. Diplomáját történelem–orosz szakon a debreceni Kossuth Lajos Tudományegyetemen szerezte. A történelemtudományok doktora (Ph.D), doktori dolgozatát 2000-ben summa cum laude minősítéssel védte a Debreceni Egyetem Doktori Tanácsa előtt. Disszertációja könyvként is megjelent 2007-ben, Népesség és agrárgazdálkodás Gyöngyösön (1686–1848) címmel Egerben.
Az Egri Végvár Polgári Körök egyik alapító tagja. Kutatási területe a magyar történelem volt, amivel teljes spektrumában foglalkozott. Szűkebben azonban az ősmagyar kor, a honfoglalástól az államalapításig terjedő időszak, valamint Árpád-kor története. Az utóbbin belül is annak egyik elfeledett királya, Aba Sámuel foglalkoztatta. 2006-ban elindította és vezette Aba Sámuel abasári sírjának feltárását. Számos publikáció fűződik a nevéhez az Eszterházy Főiskola tanulmányköteteiben, amelynek szerkesztésében is részt vállalt.
Munkássága korai halála miatt csonka maradt.